# Loi constitutionnelle de 1982
Lire en ligne

Site Web de la législation (Justice)

La Loi constitutionnelle de 1982 est l'un des deux textes fondamentaux de la Constitution du Canada. Elle a été adoptée par le Parlement du Royaume-Uni par la Loi de 1982 sur le Canada.
Cette loi comprend, entre autres choses : la Charte canadienne des droits et libertés et la procédure de modification de la Constitution du Canada, parachèvement le processus graduel initié au vingtième siècle connu comme le rapatriement de la Constitution du Canada. Son annexe formalise dans la constitution certains autres textes constitutionnels antérieurs comme la Loi constitutionnelle de 1867 et le Statut de Westminster de 1931.

## Contexte
Le Canada a acquis la majeure partie de son indépendance avant 1982 ; la Loi constitutionnelle de 1867 l'avait fondé et le Statut de Westminster de 1931 l'avait rendu souverain dans la quasi-totalité de ses domaines d'activités (affaires intérieures et extérieures, indépendance face au Parlement britannique, etc.). Le premier ministre du Canada de l'époque, Pierre Elliott Trudeau, a entrepris les démarches auprès du Parlement du Royaume-Uni afin de finaliser le processus d'indépendance du Canada et de lui permettre de modifier lui-même sa constitution sans en faire la demande au Royaume-Uni. Ce processus est connu sous le nom de rapatriement de la Constitution du Canada.
En novembre 1981, Trudeau réunit tous les premiers ministres des provinces pour une rencontre de négociations constitutionnelles lors de la conférence constitutionnelle de la dernière chance. Les négociations se terminent par l'Accord constitutionnel du 5 novembre 1981 après la soirée du 4 novembre 1981 sans la participation du premier ministre du Québec de l'époque, René Lévesque. Cet événement, appelé par les indépendantistes québécois la nuit des longs couteaux, est à l'origine du fait que le Québec n'a jamais adhéré à la Constitution du Canada, sans toutefois que cela n'ait de conséquences juridiques.

## Contenu

### Droits des peuples autochtones
L'article 35 de la Loi constitutionnelle de 1982 « reconnaît et confirme » les « droits existants — ancestraux ou issus de traités — des peuples autochtones du Canada. » Ceci inclut les « Indiens, les Inuit et les Métis du Canada »
Le mot « existants » — à l'article 35 (1) — obligea la Cour suprême du Canada à définir quels droits autochtones existent. La Cour suprême du Canada a dit qu'avant 1982, les droits autochtones existaient en vertu du droit coutumier. Le droit coutumier pouvait être changé par une simple loi. Donc, avant 1982, le parlement fédéral pouvait éliminer des droits autochtones, tandis qu'il ne pouvait plus éliminer de droits qui existaient en 1982.
D'autres articles traitant des droits autochtones sont l'article 25 de la Charte et l'article 35.1 qui établissent les attentes pour une participation autochtone à la modification des dispositions constitutionnelles pertinentes.

### Péréquation et égalité des chances
L'article 36 enchâsse dans la Constitution l'égalité des chances pour la population canadienne, le développement économique pour soutenir cette égalité, et des services publics disponibles à la population. Le paragraphe 36(3) va plus loin en reconnaissant le « principe » voulant que le gouvernement fédéral doive assurer des paiements de péréquation.
En 1982, le professeur Peter Hogg exprima son scepticisme face à la possibilité pour les tribunaux d'interpréter et d'appliquer cette disposition, notant son caractère « politique et moral, plutôt que légal. »

### Modification de la Constitution du Canada
Le paragraphe 52(3) de la Loi constitutionnelle de 1982 affirme que la Constitution du Canada peut seulement être modifiée conformément aux règles établies à l'intérieur même de la Constitution. Le but de ce paragraphe était de retirer aux législateurs le pouvoir de modifier la Constitution par une simple loi.
Les règles pour modifier la Constitution canadienne sont extrêmement denses. Elles sont décrites à la partie V de la Loi constitutionnelle de 1982.
Il existe cinq procédures de modification différentes, applicables à différents types de modification. Les cinq procédures sont les suivantes :
1. La procédure générale (la procédure 7/50), article 38 : La modification doit être approuvée par la Chambre des communes, le Sénat, et « au moins deux tiers des provinces dont la population confondue représente, selon le recensement général le plus récent à l'époque, au moins cinquante pour cent de la population de toutes les provinces ». Ceci s'applique à toute procédure de modification qui n'est pas couverte plus spécifiquement aux articles 41, 43, 44 ou 45. La procédure générale doit être utilisée pour chacune des six situations identifiées à l'article 42.
2. La procédure unanime, article 41 : La modification doit être votée par la Chambre des communes, le Sénat, et toutes les législatures provinciales.
3. La procédure bilatérale, article 43 : La modification doit être votée par la Chambre des communes, le Sénat, et les assemblées législatives des provinces affectées par l modification.
4. Procédure unilatérale fédérale, article 44 : La modification ne doit être approuvée que par la Chambre des communes et le Sénat.
5. Procédure unilatérale provinciale, article 45 : La modification ne doit être approuvée que par la législature provinciale.

D'autres articles de la partie V décrivent des choses comme l’opting out, où et comment une province peut se soustraire à une modification constitutionnelle, et les temps limites pour arriver à une modification constitutionnelle.

## Suprématie
Selon l'article 52 de la Loi constitutionnelle de 1982, « la Constitution du Canada est la loi suprême du Canada », et toute loi qui la contredit est rendue inopérante. Ceci donne aux tribunaux canadiens le pouvoir d'annuler des lois. Bien que les lois demeurent par écrit jusqu'à ce qu'elles soient modifiées, après avoir été annulées, elles ne peuvent être appliquées.
Avant cette provision, l'Acte de l'Amérique du Nord britannique était la loi suprême du Canada en vertu de l'article 5 de la Colonial Laws Validity Act, un statut impérial britannique déclarant qu'aucune loi coloniale violant un statut impérial n'était valide. Étant donné que l'Acte de l'Amérique du Nord britannique avait un statut impérial, toute loi canadienne violant l'AANB était inopérante. Il n'y avait aucune disposition prévue exprès pour donner aux tribunaux le pouvoir de juger qu'une loi canadienne violait l'AANB et était donc inopérante ; jusqu'en 1982, ce pouvoir de la cour faisait partie de la constitution non écrite du Canada.

### Définition de la Constitution du Canada
Le paragraphe 52(2) de la Loi constitutionnelle de 1982 définit la Constitution du Canada. La Constitution du Canada comprend :
1. la Loi de 1982 sur le Canada, y compris la Loi constitutionnelle de 1982 ;
2. 24 textes législatifs et décrets figurant à l'annexe de la Loi constitutionnelle de 1982 ;
3. toute modification des textes législatifs et des décrets mentionnés aux alinéas a ou b.

Le paragraphe 52(2), en plus de comprendre dix-sept statuts impériaux écrits officiellement en anglais, contient sept lois canadiennes, dont trois créant des provinces, et quatre qui sont des modifications de la Loi constitutionnelle de 1867.
Les tribunaux canadiens se sont réservé le droit d'ajouter et d'enchâsser des principes et des conventions dans la Constitution de façon unilatérale. Bien que le droit des tribunaux de reconnaître des droits humains qui ne sont pas énoncés de façon explicite dans une constitution n'est pas particulièrement anormale, la situation canadienne est unique du fait que ce droit s'étend aux questions de procédures qui ne sont pas liées aux droits humains.
En particulier, la Cour suprême du Canada a dit que le paragraphe 52(2) ne constitue pas une liste exhaustive de tout ce que comprend la Constitution. La Cour se réserve le droit d'ajouter des principes non-écrits à la Constitution, et de ce fait les enchâsser en leur accordant la suprématie constitutionnelle (par exemple, ils ajoutèrent le privilège parlementaire à la Constitution). La Cour nota, par contre, que la liste de documents écrits était stagnante et ne pouvait être modifiée qu'à travers les formules d'amendement.